# Alessandro Damen
Alessandro Damen (Nieuwegein, 17 maggio 1990) è un ex calciatore olandese, di ruolo portiere.

## Carriera
È cresciuto nelle giovanili del De Meern.

## Statistiche

### Presenze e reti nei club
Statistiche aggiornate all'8 gennaio 2018.
| Stagione         | Squadra          | Campionato       | Campionato | Campionato | Coppe nazionali | Coppe nazionali | Coppe nazionali | Coppe continentali | Coppe continentali | Coppe continentali | Altre coppe | Altre coppe | Altre coppe | Totale | Totale | Totale |
| Stagione         | Squadra          | Comp             | Pres       | Reti       | Comp            | Pres            | Reti            | Comp               | Pres               | Reti               | Comp        | Pres        | Reti        | Pres   | Reti   |        |
| ---------------- | ---------------- | ---------------- | ---------- | ---------- | --------------- | --------------- | --------------- | ------------------ | ------------------ | ------------------ | ----------- | ----------- | ----------- | ------ | ------ | ------ |
| 2014-2015        | Excelsior        | ERE              | 11         | -15        | CO              | 2               | -1              |                    | -                  | -                  |             | -           | -           | 13     | -16    |        |
| 2015-2016        | Excelsior        | ERE              | 0          | 0          | CO              | 0               | 0               |                    | -                  | -                  |             | -           | -           | 0      | 0      |        |
| 2016-2017        | Excelsior        | ERE              | 0          | 0          | CO              | 0               | 0               |                    | -                  | -                  |             | -           | -           | 0      | 0      |        |
| 2017-2018        | Excelsior        | ERE              | 3          | -4         | CO              | 0               | 0               |                    | -                  | -                  |             | -           | -           | 3      | -4     |        |
| Totale Excelsior | Totale Excelsior | Totale Excelsior | 14         | 19         |                 | 2               | -1              |                    | -                  | -                  |             | -           | -           | 16     | -20    |        |